# 宮薗千寿
宮薗 千寿（みやぞの せんじゅ、宮薗千壽）は、宮薗節の三味線方の名跡。代々宮薗節千寿派の家元。

## 初代
（文化3年（1806年） - 明治元年（1868年））本名は里しま。
江戸日本橋の茶屋「宇治の里」の主人の里清三郎の妻。初代宮薗千之の門下。著書に当時の貴重な史料「宮薗千草種」（1861年）がある。

## 2代目
（生没年不詳）本名は梅田たづ。
江戸日本橋の生まれ、初代千寿の門下で一時廃業していたが後に復帰している。1907年頃に没したようである。
孫は新派俳優の伊井蓉峰ともいわれる。

## 3代目
（明治16年（1883年）10月25日 - 昭和39年（1964年）7月25日）本名は鎗田ゆき。
東京の生まれ、2代目千寿門下の宮薗千春の門下で、1911年に宮薗千広、1948年に3代目千寿を襲名。河東節では山彦広子、荻江節では荻江ひろを名乗り素養があった。
1959年に病気の為に引退。大正末から昭和初期の名人。作曲には「お光」「椀久」など。

## 4代目
（明治32年（1899年）9月10日 - 昭和60年（1985年）9月2日）本名は水野ハツ。
東京神田の生まれ、19歳で3代目千寿に入門し宮薗千幸を名乗る。引退していた3代目千寿から1959年に生前相続し4代目千寿を襲名。
1972年に重要無形文化財保持者（人間国宝）認定。1973年に勲五等宝冠章。